# スイング・ホテル
『スイング・ホテル』(Holiday Inn)は1942年のアメリカ合衆国の映画。日本公開時の邦題は『スヰング・ホテル』。ビング・クロスビー、フレッド・アステア主演、アーヴィング・バーリン音楽。1942年に『This Is the Army』としてブロードウェイで再演された1917年の第一次世界大戦時のミュージカル『Yip Yip Yaphank』や、1948年に『イースター・パレード』として完全に再現された1933年のブロードウェイ・レビュー『As Thousands Cheer』に使われた「Oh How I Hate to Get Up in the Morning,」という言葉を用いるなどした12曲の新曲が書き下ろされた。この映画からのオリジナル曲の1つに「ホワイト・クリスマス」がある。

## 概要
1940年5月、アーヴィング・バーリンは祝日だけにオープンするホテルについての彼のアイデアに基づくミュージカル映画の歌を書くためにパラマウント・ピクチャーズと独占契約。ビング・クロスビー、フレッド・アステア主演、マージョリー・レイノルズ、ヴァージニア・デール出演。マーク・サンドリッチプロデュース、監督で1941年11月から1942年2月まで撮影。1942年8月、ニューヨークのパラマウント・シアターで公開。アメリカとイギリスで成功し、当時のミュージカル映画の中で最高の興行収入となる。劇中歌『Be Careful, It's My Heart』がヒットすると思われていたが、実際は『ホワイト・クリスマス』がヒットし1942年10月から11週間首位を守る。他のバーリンの歌で『Happy Holidays』はオープニング・クレジットなどでも使われる。

## 「ホワイト・クリスマス」について
「ホワイト・クリスマス」はバーリンが1935年の映画『トップ・ハット』の撮影中に考案。アステアとジンジャー・ロジャースのコンビにと、アステアと映画監督のマーク・サンドリッチにメロディーを鼻歌で聞かせた。アステアはその曲が気に入ったがサンドリッチはそうではなかった。パラマウントでのバーリンの任務は1年間の主なホリデーについての歌を書くこと。彼はクリスマスについて歌を書くことが最も挑戦的であると考えた。1941年、初めてのリハーサルでバーリンが「ホワイト・クリスマス」を演奏するのを聞いた時、クロスビーはこの曲の可能性を十分に認識しなかった。クロスビーは「この曲は何も問題ないね、アーヴィング」と言っただけだった。

## あらすじ
ジム・ハーディ（ビング・クロスビー）、テッド・ハノーバー（フレッド・アステア）とライラ・ディクソン（ヴァージニア・デール）は、マンハッタンのショーに主演する。
クリスマス・イヴに、ジムはテッドにショービジネスに対する彼の幻滅、コネティカットの田舎で農場を運営する決意を語り、ショーの長年のパートナーであるライラと結婚する予定であると打ち明ける。しかしショー・ビジネスを諦めきれぬライラはテッドと恋に落ちて、テッドのダンス・パートナーとして残ることになる。悲嘆に暮れたジムはライラと別れ、1人農場へと旅立つ。
その後、農業に失敗したジムはニューヨークに戻り、精神安定のため療養所で過ごすことを話す。その間、ジムは農場だった場所を祝休日のみに営業する「ホリデイ・イン」というエンターテイメント会場に変えることにする。テッドと彼のエージェントであるダニー・リード（ウォルター・エイベル）はその計画をあざ笑いつつも彼の成功を祈る。ダニーは空港へ向かい、テッドがライラに花を贈る予約をするため空港の花屋に立ち寄る。彼がタレント・エージェントだとわかった従業員のリンダ・メーソン（マージョリー・レイノルズ）に声をかけられ、ショー・ビジネスでのチャンスを求められる。ダニーは彼女をホリデイ・インに行くよう仕向け、その夜テッドのクラブへ招待する。彼女はジムも座っている特別席につく。ジムは大きなクラブを持ちテッドとライラのような役者を使うと偽り、リンダは有名人でテッドの友人であるふりをする。2人はテッドとライラのショーを見て、テッドとライラが、ジムとリンダのテーブルに来たところでリンダは姿を消す。
クリスマスの朝、ホリデイ・インに来たリンダは、大晦日の会場を準備しに来たジムと再会し、前日双方が別の人格を演じていたことを理解する。二人はすぐに惹かれあい、ジムはリンダに新曲『ホワイト・クリスマス』を歌い、大晦日にホリデイ・インはオープンすることになる。一方ニューヨークでは、ライラがテキサスの大富豪と駆け落ちしたことが判明し、テッドはやけ酒をあおる。その日の深夜、泥酔したテッドはホリデイ・インを訪れ、リンダと再会する。テッドは酔っ払っているにもかかわらずリンダとダンスをし喝采を得る。ダンスの後に到着したダニーは、テッドが新しいパートナーを見つけたことに喜ぶ。しかしダンス終了後気絶したテッドは翌朝ほとんど覚えておらず、リンダの正体を知らない。テッドがリンダを連れ去ることを恐れ、ジムはリンダを隠す。
2月12日（リンカーン生誕記念日）、テッドとダニーはリンダを捜すために再びホリデイ・インを訪れる。それを知ったジムは、リンダを含むパフォーマーに黒人に変装させ『エイブラハム』を上演することを決意。リンダに黒人に変装する化粧をしている間、ジムは彼女にずっとそばにいてくれるか、ここでのホリデイだけの公演でも充分かどうか尋ねる。リンダはプロポーズとしてこれを受け取る。計画はうまくいき、テッドとダニーはリンダに会えない。しかし諦めきれずバレンタイン・デーに再来することとなる。
バレンタイン・デーのリハーサルで、ジムはリンダにプレゼントと新曲『Be Careful, It's My Heart』を贈る。ジムが歌う間、背後で彼女は1人で踊り始める。テッドが入ってきてリハーサルをしているリンダを見つけ、彼女と即興のロマンチックなダンスを始める。この時リンダこそが大晦日に会った女性だとを確信し、テッドはジムに次のホリデイにテッドとリンダが踊る曲を作曲するよう頼む。ジムは了承せざるを得なかった。
2月22日（ワシントン生誕記念日）、凝った18世紀の衣装でテッドとリンダを主演に据えたショーが開かれる。しかし、テッドとリンダがキスする場面で、ジムはメヌエットからジャズに曲を変えダンスを妨害しようとする。その後テッドはリンダに新しいダンスパートナーとなるよう頼む。リンダは断り、宿に滞在しジムと結婚する約束をしたことを話す。テッドがジムにリンダとの結婚の話をするとジムは驚いたそぶりを見せる。一方、テッドもリンダを諦めななかった。
4月5日（復活祭）で、ジムとリンダが馬車で教会から家に移動中、ジムはリンダに愛を囁き続ける。彼らがホリデイ・インに着くとテッドがポーチに座って待っている。テッドはショーに出演できるかジムに尋ね、「君たちがここで手に入れた真の幸せがほしい」と主張。リンダは歓迎するがジムは疑わしく思う。
7月4日（独立記念日）、これらの疑いはテッドが受けたオファーについてテッドとダニーが話しているのをジムが耳にし確信。ハリウッドの関係者はテッドとリンダをスカウトしに夜のショーを観劇するという。必死になったジムは雇い人ガス（アーヴィング・ベーコン）を買収し、リンダがホリデイ・インに来ないよう仕向ける。ガスがリンダを乗せたホリデイ・インの車を増水した川へ乗り入れる形で妨害する。そこへ大富豪の借金問題から逃げてきたライラが偶然通りかかり、リンダを助ける。ウェイトレスに扮したリンダに、ライラは自分がテッドのパートナーとして出演することを話し、ジムが手配したのだろうと考える。リンダは先程と同じ川にライラの車を乗り入れさせる。一方、ホリデイ・インではテッドがソロでダンスを踊る羽目になったが、なんとか即興で成功させた。リンダは自分がどんな決断を下すか信じなかったジムに怒り、オファーを受けてハリウッドに旅立つ。失意のジムのは、プロデューサーのホリデイ・インについての映画を製作したいというオファーに渋々同意する。
感謝祭、ジムはひどく落胆しホリデイ・インは閉館。彼の家政婦メイミー（ルイーズ・ビーヴァース）が準備した七面鳥のディナーにジムはなんとか口をつける。ジムは彼の新しい感謝祭の歌のレコードをハリウッドに送る準備をするが、その前にそのレコードを聴きながらそのポジティブな歌詞に激しい否定的な合いの手を入れる。メイミーは失礼を承知でジムを叱り、リンダにジムの本当の気持ちを話し、テッドからリンダを取り戻すためにカリフォルニアへ旅立つように焚き付ける。
クリスマス・イブ、ジムがスタジオに到着すると、テッドは映画の最後のシーンの撮影の後にリンダと結婚する準備をしている。ジムは彼の楽屋でテッドに立ち向かい、彼を閉じ込める。ホリデイ・インを再現した映画のリンダのシーンの撮影前、ジムは監督とセットを歩き回り、セットの再現が正確であると話す。ジムはセットのピアノの上に彼のパイプを残し、近くで隠れる。撮影時リンダはその部屋に入ってピアノの前に座り『ホワイト・クリスマス』を歌う。リンダがジムのパイプに気付く中、彼の声が彼女の歌声に加わり歌が続く。彼が姿を現し、リンダが彼に駆け寄ったところで監督は「カット」と叫ぶ。テッドとダニーが気付いた時にはもう遅かった。
そして大晦日、ホリデイ・インでの祝賀会が行われる。ジムとリンダは共に過ごし、ホリデイ・インを経営する。テッドはライラと再会し、再びパートナーとなることを予想させる。